# John Matthew O’Connell
John Matthew O’Connell (* 10. August 1872 in Westerly, Rhode Island; † 6. Dezember 1941 ebenda) war ein US-amerikanischer Politiker. Zwischen 1933 und 1939 vertrat er den zweiten Wahlbezirk des Bundesstaates Rhode Island im US-Repräsentantenhaus.

## Werdegang
John O’Connell besuchte die öffentlichen Schulen seiner Heimat und unterrichtete danach zwischen 1892 und 1902 selbst als Lehrer. Danach studierte er bis 1905 am Philadelphia Dental College Zahnmedizin. Nach seiner im selben Jahr erfolgten Zulassung als Zahnarzt begann er in Westerly in diesem Beruf zu praktizieren. Während des Ersten Weltkrieges war er 16 Monate lang als Zahnarzt in einer medizinischen Einheit tätig. Nach dem Krieg gehörte er als Major der Reserve dem zahnärztlichen Dienst der US-Armee an.
Politisch war O’Connell Mitglied der Demokratischen Partei. Zwischen 1929 und 1932 saß er als Abgeordneter im Repräsentantenhaus von Rhode Island. 1932 wurde er im zweiten Distrikt von Rhode Island in das US-Repräsentantenhaus in Washington gewählt. Bei diesem Wahlsieg profitierte er von einem bundesweiten Trend zu Gunsten der Demokratischen Partei, dessen Höhepunkt die Wahl von Franklin D. Roosevelt zum US-Präsidenten war.  Am 4. März 1933 trat John O’Connell im Kongress die Nachfolge des Republikaners Richard S. Aldrich an. Nach zwei Wiederwahlen konnte er bis zum 3. Januar 1939 im Kongress verbleiben. Dort wurden in dieser Zeit die meisten New-Deal-Gesetze der Regierung von Präsident Roosevelt beraten und verabschiedet. Im Jahr 1936 war John O’Connell Delegierter zur Democratic National Convention in Philadelphia, auf der Roosevelt für eine zweite Amtszeit nominiert wurde. Im Jahr 1938 verzichtete O’Connell auf eine erneute Kandidatur.
Nach dem Ende seiner Zeit im Kongress ist John O’Connell politisch nicht mehr in Erscheinung getreten. Er starb am 6. Dezember 1941 in seinem Geburtsort Westerly.